# 基督复活 (鲁本斯)

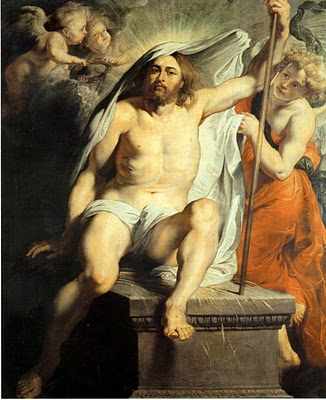
《基督复活》

《基督复活》是彼得·保罗·鲁本斯的一幅画作，绘制于1616年。1713 年至 1723 年间，这幅画由托斯卡纳大公费迪南多·德·美第奇 收藏。现藏于佛罗伦萨彼提宫。